# Cobră

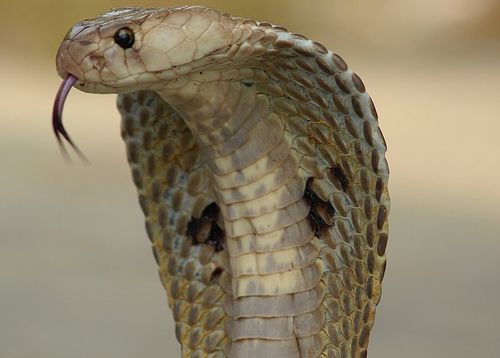
Cobra Naja, din India

Cobra este o denumire care definește o grupă de șerpi veninoși, care fac parte din familia "Elapidae". Numele de cobra, este o prescurtare din limba portugheză "cobra de capelo" și tradus ar fi "șarpe cu capișon", deoarece în momentul atacului, gâtul este dilatat la unele specii de  șerpi asemenea unui capișon. 
Grupa cobrelor cuprinde:
- genul Naja, care cuprinde un grup de șerpi veninoși care au arealul de răspândire în Africa și Asia.
- genul Boulengerina, sau cobra de apă, un grup de șerpi veninoși din Africa
- genul Aspidelaps, sau cobra de coral, un grup de șerpi veninoși din Africa
- genul Pseudohaje, sau cobra arboricolă, un grup de șerpi veninoși din Africa
- specia Paranaja multifasciata, o specie de șerpi veninoși din Africa
- specia Ophiophagus hannah, sau cobra regală, o specie de șerpi veninoși din Asia de Sud sau  India
- specia Hemachatus haemachatus, sau cobra cu gâtul inelat întâlnită în Africa
- specia Hydrodynastes gigas, sau cobra falsă, mai puțin veninoasă, întâlnită în America de Sud

Denumirea de "cobra" este folosit și ca sinonim taxonomic pentru un grup de vipere veninoase din genul Bitis, care pot fi întâlnite în Africa și sudul peninsulei Arabia.